# Żelazna-Majątek
Żelazna-Majątek – osada w Polsce położona w województwie łódzkim, w powiecie skierniewickim, w gminie Skierniewice.
W latach 1975–1998 miejscowość należała administracyjnie do województwa skierniewickiego.